# Maggie Throup
Margaret Ann Throup (nació el 27 de enero del 1957) es una política del Partido Conservador Británico quien es Miembro del Parlamento (MP) por Erewash en Derbyshire desde las elecciones generales del 2015. Antes de ingresar a la política, Throup trabajó como científica biomédica y consultora empresarial.
Throup fue nombrada Comisionada del Tesoro en la Oficina del Representante del Partido Conservador en septiembre de 2019 ante el parlamento "whip", durante la primera administración de Boris Johnson. El 16 de septiembre de 2021, durante la reorganización del gabinete, fue nombrada Subsecretaria de Estado Parlamentaria de Vacunas y Salud Pública.

## Biografía
Maggie Throup nació el 27 de enero de 1957 en Shipley, Yorkshire del Oeste. Su educación inicial fue en la Escuela para Señoritas Bradfor "Bradford Girls 'Grammar School". Se graduó de la Universidad de Manchester con una licenciatura en Biología. Después de graduarse, trabajó como científica biomédica en Calderdale Health Authority durante siete años.  Durante su tiempo allí, se convirtió en miembro del Instituto de Ciencias Biomédicas especializado en hematología. Luego siguió una carrera en mercadeo y relaciones públicas, que incluyó la dirección de una empresa farmacéutica y la dirección de su propia consultoría.

## Carrera Parlamentaria
Throup se presentó sin éxito como la candidata conservadora por Colne Valley en Yorkshire del Oeste en las elecciones generales del 2005, perdiendo ante el candidato del partido laborista Kali Mountford. Posteriormente impugnó el distrito electoral de Solihull en las elecciones generales de 2010, sin embargo perdió ante el candidato demócrata liberal Lorley Burt.
Throup fue posteriormente seleccionada como la candidata conservadora por Erewash y fue elegida diputada por el distrito electoral en las elecciones generales de 2015 con 20.636 (42,7%) votos y una mayoría de 3.584. En el parlamento del 2015-17, formó parte del Comité Selecto de Salud y del Comité de Asuntos Escoceses.
Throup apoyó la permanencia en la Unión Europea (UE) Referéndum sobre la pertenencia del Reino Unido a la Unión Europea de 2016.
Ocupó su escaño en las elecciones generales de 2017 con 25,939 (52,1%) y una mayoría aumentada de 4,534. Después de las elecciones, Throup fue reelegida en el Comité Selecto de Salud, pero se retiró en febrero de 2018. Tras la reorganización del Gobierno en enero de 2018, Throup fue nombrada secretaria privada parlamentaria del equipo ministerial del Departamento de Salud y Asistencia Social.
Es la presidenta del Grupo Parlamentario de Todos los Partidos (APPG) sobre Obesidad, Enfermedades Cardíacas y secretaria de la APPG sobre Trata de Personas y Esclavitud Moderna.
En enero de 2016, una enmienda propuesta por los laboristas que habría requerido que los propietarios privados hicieran sus casas "aptas para la habitación humana" fue rechazada por 312 votos contra 219. Según el registro de intereses del Parlamento, Throup fue una de los 72 parlamentarios que votaron en contra de la enmienda que obtuvo un ingreso de una propiedad. El Ministro de Comunidades, Marcus Jones, dijo que el gobierno creía que las casas deberían ser aptas para la habitación humana, pero no quería aprobar la nueva ley que lo requeriría explícitamente.
En mayo de 2016, se informó que Throup era una de varios parlamentarios conservadores que estaban siendo investigados por la policía, por presuntamente gastar más del límite legal en gastos de campaña electoral por distritos electorales. En mayo de 2017, el Servicio de Fiscalía de la Corona dijo que, si bien había evidencia de retornos de gastos inexactos, "no cumplió con la prueba" para tomar medidas adicionales.
En septiembre de 2017, Throup fue criticada por reclamar gastos en boletos de primera clase cuando viajaba en tren, a pesar de la guía oficial del regulador parlamentario IPSA, establecido a raíz del escándalo de gastos de 2009, que decía que los políticos deberían "considerar el valor del dinero" al reservar entradas. Se reveló que era una de los 22 parlamentarios que nunca viajaron en clase estándar. Ella argumentó que sus reclamos estaban permitidos dentro de las reglas de gastos y que los boletos de primera clase eran más baratos que algunos boletos de clase estándar disponibles.
En septiembre de 2019, Throup fue nombrada Comisionada del Tesoro en la Oficina del Representante del Partido Conservador,  convirtiéndola en la "whip" (encargada de disciplina del partido ante el parlamento).
Throup fue reelegido en las elecciones generales de 2019, con una mayoría aumentada de 10.606 votos.
En septiembre de 2021, Throup fue nombrada Subsecretario de Estado Parlamentario de Vacunas y Salud Pública recientemente creado, en sustitución de Jo Churchill (como Subsecretario de Estado parlamentario de Prevención, Salud Pública y Atención Primaria ) y Nadhim Zahawi (como Subsecretario de Estado parlamentario para el despliegue de la vacuna COVID-19 ) durante la reorganización del gabinete.